# Khan Abad (distrikt)
Khan Abad är ett distrikt i Afghanistan. Det ligger i provinsen Kunduz, i den nordöstra delen av landet, 230 kilometer norr om huvudstaden Kabul. Administrativ huvudort är Khan Abad.
Distriktet beräknades år 2022 ha cirka 163 000 invånare.